# Bigorexie

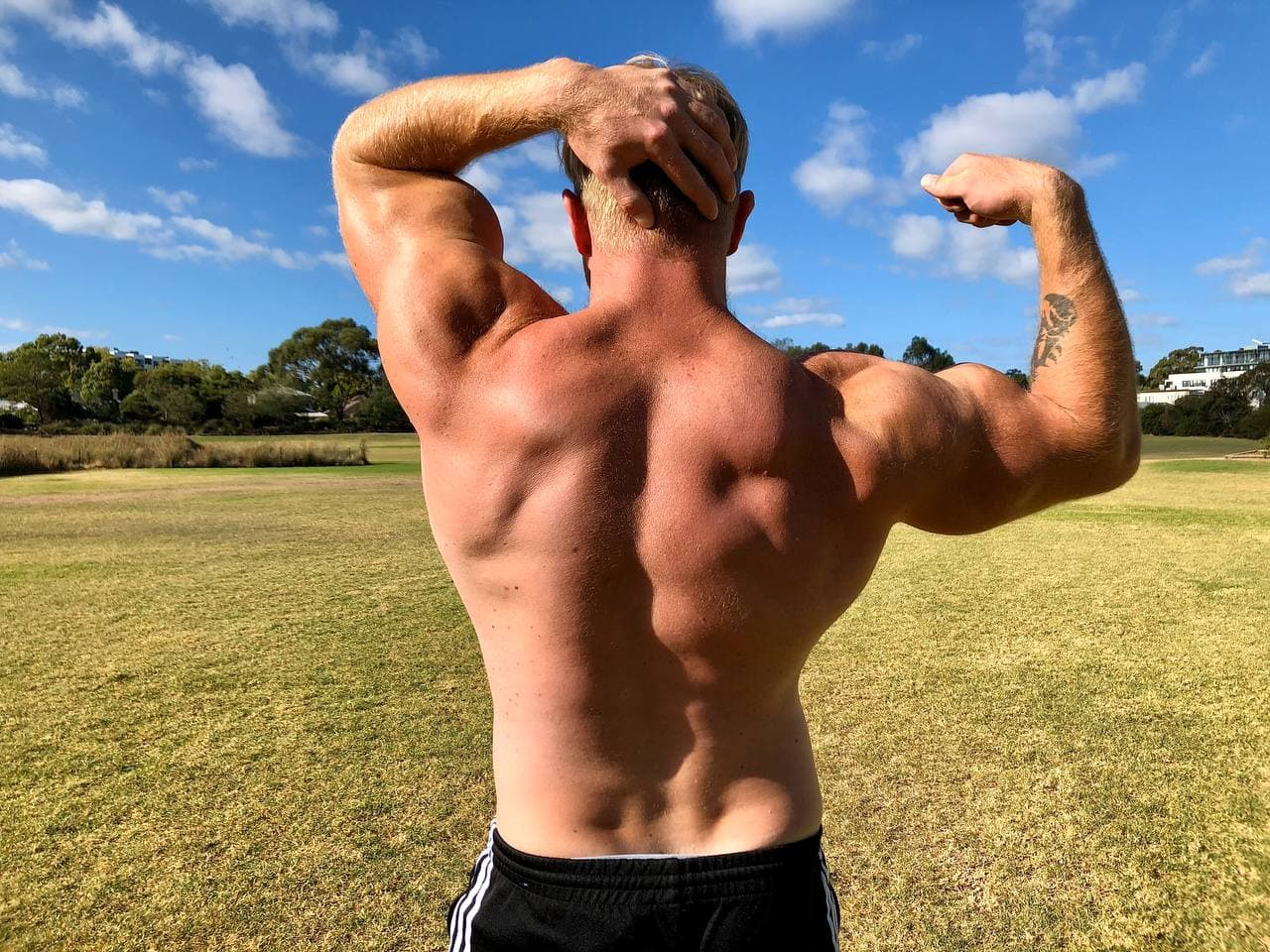
Un culturiste, vu de dos, met en valeur ses biceps et les muscles de son dos.

La bigorexie,
dépendance à l'exercice physique ou encore addiction à l'exercice
est la dépendance à l'activité physique.
Elle résulte le plus souvent d'une pratique excessive d'un sport, en particulier des sports d'endurance ou le culturisme.
Elle est identifiée dès le milieu des années 1970 par le docteur William Glasser.

## Définition
La dépendance à l'exercice physique se définit par un ensemble de symptômes cognitifs, comportementaux et physiologiques similaires à ceux observés dans les dépendances aux substances. Selon Hausenblas et Downs, elle implique une pratique compulsive, excessive et incontrôlable d'un exercice physique de modéré à vigoureux. Cette dépendance se manifeste à travers des symptômes physiologiques (comme des blessures récurrentes) et psychologiques (avec des sentiments négatifs en cas d'incapacité à s'exercer). La fréquence et la durée de pratique ne suffisent pas à caractériser la dépendance. Une personne dépendante à l'exercice continuera à faire de l'exercice indépendamment des blessures physiques, des inconvénients personnels ou des perturbations dans d'autres domaines de la vie, notamment les tensions conjugales, les interférences avec le travail et le manque de temps pour d'autres activités. Les personnes « dépendantes » sont plus susceptibles de faire de l'exercice pour des récompenses intrinsèques et d'éprouver des sensations de privation dérangeantes pour elles lorsqu'elles ne peuvent pas faire d'exercice.

## Symptômes
Les personnes souffrant de bigorexie organisent leurs journées autour de l'activité sportive et sont souvent obsédées par leurs performances ou par leur poids.
Des signes de manque peuvent apparaître en cas de sevrage du sport, en particulier l'anxiété et l'irritabilité. Une personne touchée par la bigorexie insiste pour pratiquer son sport malgré une blessure et accepte pour ce faire de s'éloigner de ses proches,,,.
La bigorexie peut causer des problèmes psychologiques, mais également avoir un effet sur la santé en conduisant à un épuisement général, à des déchirures musculaires, à des atteintes tendineuses, à des fractures ou même à un infarctus.

## Causes
Les mécanismes qui conduisent à développer une dépendance à l'exercice sont aussi inconnus que ceux qui mènent d'une pratique saine à une pratique compulsive
,.
La dépendance à l'exercice commence généralement par le désir de « maintenir une bonne condition physique ». Les troubles alimentaires tels que l'anorexie mentale ou la boulimie soutiennent une obsession malsaine pour l'exercice[pas clair]. Un trouble de l'image corporelle[pas clair] peut également contribuer à une dépendance à l'exercice.
La dopamine que charrie la circulation sanguine lors de tout effort physique altère l'humeur des pratiquants et, chez certains, cause une dépendance.
Une étude de cas approfondie de Griffiths identifie trois mécanismes biologiques possibles associant une amélioration de l'humeur à l'exercice[Lesquels ?].
Des « facteurs de personnalité » sont parfois invoqués — les "perfectionnistes" et les "narcissiques" seraient plus sujets que d'autres à développer cette addiction —, mais les chercheurs[Qui ?] admettent avoir une compréhension imparfaite des mécanismes en jeu .

## Diagnostic
L'évaluation du risque et de la réalité de dépendance peut reposer sur les réponses du patient à un questionnaire relatif à sa pratique sportive.
Le plus récent, l'Exercise Addiction Inventory (EAC)[Quand ?], prend en compte le degré d'adhésion du patient aux affirmations suivantes :
1. Je ressens de l'anxiété lorsque je suis incapable de faire de l'exercice.
2. J'ai tendance à planifier ma journée autour de mes séances d'entraînement.
3. Je me sens mal à l'aise si je manque une séance d'exercice.
4. Je continue à faire de l'exercice même en cas de blessure ou de fatigue.
5. Mes relations sociales sont parfois compromises à cause de mon engagement dans l'exercice physique.
6. J'éprouve quelque culpabilité si je saute une séance d'entraînement prévue.
7. Je ressens le besoin de prolonger mes séances d'exercice pour obtenir le même niveau de satisfaction

et permet de ranger les risques de dépendance individuelle en trois niveaux : aucun symptôme, certains symptômes, risque certain.

## Traitement
Cette addiction « sans substance » peut être traitée avec une thérapie en psychologie du sport. Le risque principal du traitement est de remplacer cette addiction par une autre.

## Reconnaissance
En 2008, l'Institut national de la santé et de la recherche médicale estime qu'environ 4 % des Français sont atteints de bigorexie ; cette addiction touche principalement des hommes.
En 2011, l'OMS reconnaît la dépendance au sport comme une maladie
.
Les taux de prévalence relevés en 2019 aux États-Unis sont les suivants
 :
- 14,2% chez les athlètes d'endurance
- 10,4% chez les adeptes de sports de balle
- 8,2% chez les personnes fréquentant les centres de fitness
- 6,4% chez les pratiquant de disciplines de force.

## Personnalités atteintes de bigorexie
En 2012, Yves Beauchamp — qui vise alors à courir 365 marathons dans le cours de l'année suivante — dit, après son premier Ironman, être « viscéralement bigorexique » depuis des décennies ; il continue à courir malgré de multiples blessures
,,.
En 2015, le vidéaste Tibo InShape dit sur YouTube avoir souffert de bigorexie
.
En 2018, Bixente Lizarazu dit lui aussi souffrir de bigorexie
,.